# Адамиты

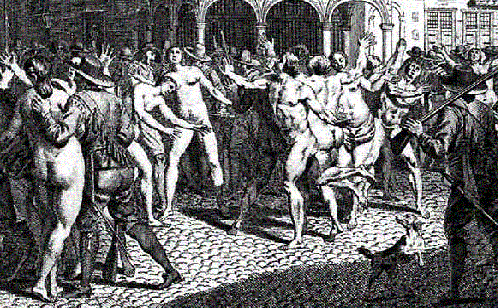
Преследуемые адамиты

Адами́ты, или адамиа́не, адамитя́не (др.-греч. ἀδαμιανοὶ, ἀδαμῖται; лат. adamiani; др.-рус. адамане) — общее название приверженцев христианской секты, проповедовавших возвращение к святости и невинности первобытных людей в раю — Адама и Евы.
Самой яркой чертой большинства адамитов было требование ходить нагими. Кроме того, большая по сравнению с традиционным христианством свобода сексуальных отношений служила поводом для обвинения адамитов в распутстве. В перечне 80-ти христианских ересей «Панарионе» (ок. 378 года) адамиане на 52-м месте.

## История движения адамитов

### Позднее Средневековье
В XIV веке секта адамитской направленности появилась в Болгарии под названием «богомилы». В начале Реформации схожее направление встречается среди братства свободного духа в Чехии. По словам современников, в 1418 из Пикардии явился некто Пикард, называющий себя сыном Бога и Адама; он прошёл через Германию в Богемию и своими чудесами приобрёл много последователей, называемых пикартами, или адамитами. Адамиты первой четверти XV века выделились из числа таборитов, протестовавших против распространения католицизма.
В феврале 1421 года пикарты-адамиты были изгнаны из Табора и поселились на небольшом островке при реке Лужнице у замка Пршибенице. Современники указывали, что адамиты считали себя ангелами Божьими, а Иисуса Христа — своим братом, «совращали» окрестности, обобществив женщин и намереваясь вернуться в первобытное состояние людей в раю. В конце марта 1421 года таборитский гетман Ян Жижка завладел островом и убил многих членов секты, но достаточно большому числу их удалось спастись. Адамитизм был распространён также в Германии, где назывался «Общество свободного духа». Особенно много сектантов было в Крудимском округе, во владениях Рихенбурга, Лейтомишля, Ландскроны, Краузовица.

### Новое время
В 1782 г., после эдикта Иосифа II о терпимости, адамиты появились вновь, уже открыто, но скоро их движение было уничтожено. В либеральном 1848 году секта появилась вновь, главным образом в пяти деревнях Хрудимского округа в Чехии. Они называли себя марокканами, уверяя, что придёт неприятель из Марокко и уничтожит всех католиков, а они останутся одни и поделят все земли. Это движение также было подавлено силовыми методами.
В XIX веке адамиты появились в Леноксе (штат Нью-Йорк), под именем секты свободной любви (община Онейда), основанной Нойесом на коммунистических началах, идеях общности имуществ и жён, воспитания детей за счёт общины, то есть на принципах полного отречения от собственности и семьи.

## Современные адамиты
Отдельные ячейки секты существуют и в наше время, в том числе и в России. Например, в 2001 году в Рыбинске в ячейке адамитов состояло около 50 человек, в том числе целые семьи.
Современные адамиты, как правило, признают официальный брак и собственность, допускают практически все формы сексуальных отношений, не признавая лишь гомосексуальные и зоофильские отношения, а также секс с замужней женщиной без согласия её супруга. Службы проводятся, как правило, в квартирах, выполняющих роль церкви («рая»). На службах все адамиты, включая детей, обнажены; могут присутствовать также гости, которые не обязаны обнажаться. После служб проходят ритуалы, имеющие название «Праздник жизни», на которых происходит распитие лёгких спиртных напитков, танцы, иногда совокупления.

## Идеология и верования адамитов
В основе верований адамитов лежит стремление к возврату райской невинности по образу Адама и Евы до грехопадения, которые «были наги и не стыдились этого» (Быт. 2:25). Адамиты считают одежду препятствием для общения с Богом и потому проводят службы в обнажённом виде. Кроме того, адамиты проповедуют и другие атрибуты райского, по их мнению, состояния человека: общность имущества, естественность и непостыдность чувственных отношений и тому подобное. Средневековые адамиты не признавали семью, частную собственность, официальную церковь с её обрядами.
Хотя адамиты во многих источниках обвинялись в колдовстве, оргиях, совершении сатанинских обрядов, их официальная идеология отрицает беспорядочный блуд, насилие и гомосексуальные отношения. Епифаний Кипрский так писал об адамитах: «А если бы показалось, что кто-нибудь, как и говорят это, подвергся падению, то его уже не принимают в собрание, ибо говорят, что он — Адам, вкусивший от древа, и осуждают его на изгнание как бы из рая, то есть из своей церкви».
Признаком адамитов, отличающим это движение от прочих сект, является использование в службах апокрифического Евангелия от Фомы, включающего «тайные слова, которые сказал Иисус живой». В нём сказано:

41. Иисус сказал: Не заботьтесь с утра до вечера и с вечера до утра о том, что вы наденете на себя.
42. Ученики его сказали: В какой день ты явишься нам и в какой день мы увидим тебя? Иисус сказал: Когда вы обнажитесь и не застыдитесь и возьмёте ваши одежды, положите их у ваших ног, подобно малым детям растопчите их, тогда [вы увидите] Сына того, Кто жив и вы не будете бояться.
— Ев. от Фомы: 41, 42
Адамиты стремятся вновь достичь райского состояния, построив новый Эдем.